# Café del Mar
Il Café del Mar è un bar situato a Sant Antoni de Portmany, sull'isola di Ibiza. È una destinazione popolare tra i turisti, affascinati dall'atmosfera del locale e dalla vista sul mare all'ora del tramonto. Oltre che per il panorama suggestivo, grazie al quale è diventato noto come bar del tramonto, è conosciuto anche per i brani musicali ambient e chillout che vi vengono diffusi, dei quali sono state pubblicate numerose compilation.

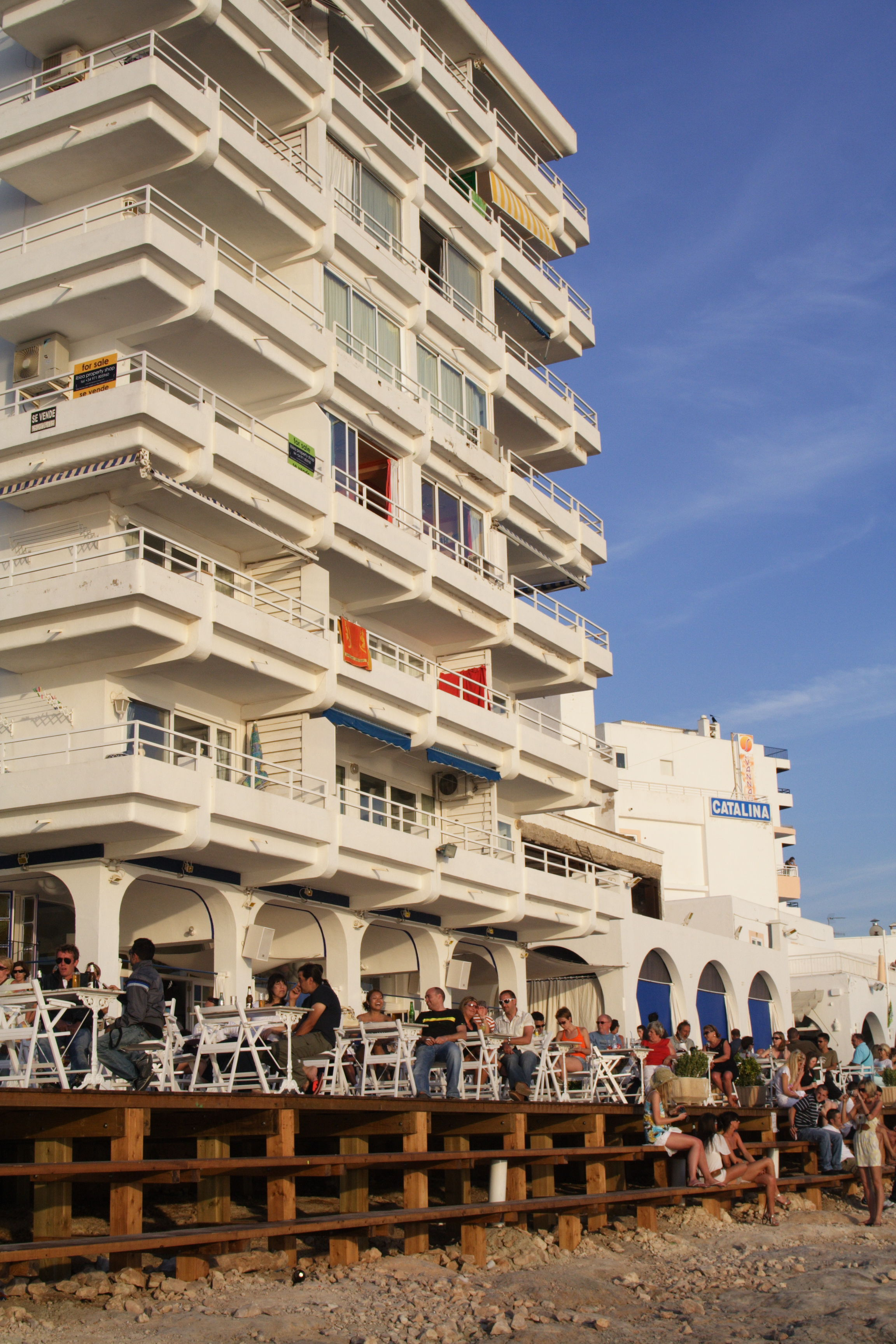
Il Café del Mar

## Storia

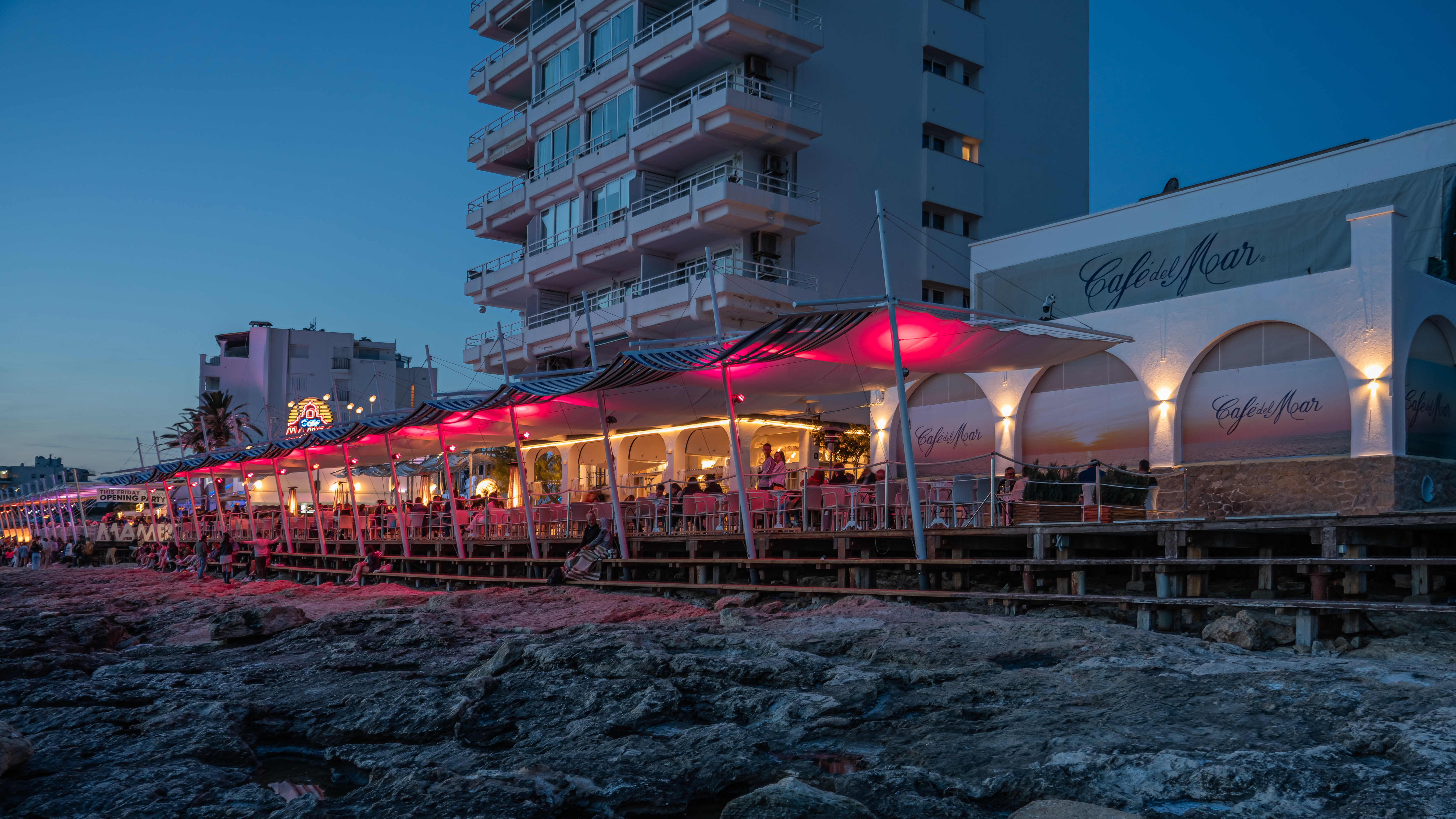
Il Café del Mar di sera

Il Café del Mar viene inaugurato a Sant Antoni de Portmany il 20 giugno 1980, grazie all'iniziativa di Ramón Guiral, Carlos Andrea e José Les. Nel giro di pochi anni diventa punto di riferimento di intellettuali, scrittori e bohémien che lo eleggono luogo deputato a trascorrere momenti di relax. Alla fine degli anni ottanta, il Café comincia a ottenere consensi tra turisti e amanti dei locali notturni, sedotti dalla musica selezionata dai disc jockey del locale, sonorità del genere chillout, che ben si accompagna alla visione panoramica di cui godono i frequentatori.

## Musica
(Tratto da Musica per l'anima)

Tramonto dal Café del Mar

Sul finire degli anni ottanta, in seguito a numerose richieste da parte dei frequentatori del locale, furono registrate e messe in vendita alcune audiocassette, che proponevano la medesima selezione musicale diffusa nelle serate al caffè. Considerata una generale curiosità attorno al progetto musicale, nel 1994 ha visto la luce il primo album della nota serie di compilation intitolata Café del Mar. Ad oggi, sono state prodotte 22 compilation principali, oltre a diversi album celebrativi, come è successo in occasione del 20º, 25º e 30º anniversario di Café del Mar.
Gran parte del fascino delle sonorità proposte al caffè deriva dalla concomitante visione del tramonto sul mare. Il sound è di tipo ambient, lounge e chillout, e ben si presta, per la natura stessa del genere, a regalare una sensazione di refrigerio (chilling) e distensione (lounge).
I brani delle prime sei compilation sono stati selezionati e curati da José Padilla, noto DJ spagnolo, la cui fama è legata, in particolar modo, alle compilation e all'attività al Café del Mar. In seguito, DJ Bruno è subentrato a Padilla nella compilazione degli album.
Nell'estate del 2005, Café del Mar ha celebrato il suo 25º anniversario pubblicando un nuovo album e organizzando un party sulla spiaggia, nei pressi del locale. Alcuni artisti come D.A.B. (Spagna), Tom Oliver (Germania - presente anche su "25th Anniversary CD"), Paco Fernández (Spagna) e La Caina (Francia) sono stati invitati a suonare dal vivo per l'occasione.

## Discografia

### Volume 1 (uno)
1994
1. José Padilla - "Agua"
2. William Orbit - "The Story of Light"
3. The Sabres of Paradise - "Smokebelch II" (Beatless Mix)
4. Penguin Cafe Orchestra - "Music for a Found Harmonium"
5. Sun Electric - "Sundance"
6. Leftfield - "Fanfare of Life"
7. Sisterlove - "The Hypnotist"
8. Underworld - "Second Hand"
9. Ver Vlads - "Crazy Ivan"
10. A Man Called Adam - "Estelle"
11. Obiman - "On the Rocks"
12. Tabula Rasa - "Sunset at the Café del Mar"

### Volume 2 (due)
1995
1. Silent Poets - "Moment Scale" (Dubmaster X Remix)
2. Psychedelic Research Lab - "Tarenah" (Chili Mix)
3. D*Note - "D*Votion"
4. A Man Called Adam with Eddie Parker - "Easter Song"
5. Paco de Lucía - "Entre Dos Aguas"
6. Marc Antoine - "Unity"
7. José Padilla - "Sabor de Verano" (The Way Out West Mix)
8. Salt Tank - "Sargasso Sea"
9. Mark's & Henry's - "(The Making of...) Jill"
10. R.A.M.P. - "Everybody Loves the Sunshine"
11. Deadbeats - "Feel Good"
12. The Metaluna Mutant - "Blinky Blue Eyed Sunrise"
13. Sabres of Paradise - "Haunted Dancehall"

### Volume 3 (tre)
1996
1. José Padilla - "Walking on Air"
2. Nova Nova - "Tones"
3. Pat Metheny - "Sueno con Mexico"
4. Afterlife - "Blue Bar"
5. Miro - "Emotion of Paradise"
6. Nightmares on Wax - "Nights Interlude" (Original Version)
7. Eighth Wave - "Panama Bazaar"
8. Pressure Drop - "Dusk"
9. Alex NeriBon Jovi - "Asia"
10. Moodswings - "Redemption Song"
11. Fazed Idjuts feat. Sally Rodgers - "Dust of Life" (Swoop Edit)
12. Beat Foundation - "My Freedom"
13. Heavyshift - "Last Picture Show"

### Volume 4 (quattro)
1997
1. José Padilla - "Que Bonito"
2. John Martyn - "Sunshines Better" (Talvin Singh Mix)
3. Indo Aminata - "Leo Leo"
4. Paco Fernandez - "Grillos"
5. Voices Of Kwahn A.D. - "Return Journey"
6. Les Jumeaux - "Miracle Road"
7. Wasis Diop feat. Lena Fiagbe - "No Saint" (Flytronix Mix)
8. Levitation - "Out of Time"
9. Fila Brazillia - "Place de la Concorde"
10. Chicane - "Offshore" (Ambient Mix)
11. Afterlife - "5th & Avenida"
12. Karen Ramírez - "Troubled Girl" (Spanish Version)
13. Phil Mison - "Lula"
14. Stan Getz - "Street Tattoo"

### Volume 5 (cinque)
1998
1. A.F. R. Rahman - "Mumbai Theme Tune"
2. Levitation - "More Than Ever People"
3. Jelly & Fish - "Appreciation" (Radio Mix)
4. Nookie feat. Larry Heard - "Paradise" (Tease Mix)
5. 4 Wings - "Penelope" (Radio Edit)
6. Âme Strong - "Tout Est Bleu"
7. The Ballistic Brothers - "Uschi's Groove"
8. A New Funky Generation feat. Marika - "Lubumba '98"
9. Les Négresses Vertes - "Face a la Mer" (Massive Attack Remix)
10. Electribe 101 - "Talking with Myself '98" (Canny Remix)
11. Cyberfit - "Pojo Pojo"
12. Lamb - "Transfatty Acid" (Kruder & Dorfmeister Remix Edit)
13. Salt Tank - "Angels Landing" (José Padilla & Sunchild Remix)
14. Paco Fernández - "Mani"
15. Wim Mertens - "Close Cover"

### Volume 6 (sei)
1999
1. Talvin Singh - "Traveller" (Kid Loco's Once upon a Time in the East Mix)
2. Afterlife feat. Rachel Lloyd - "Dub in Ya Mind" (Beach Club Mix)
3. A New Funky Generation - "The Messenger"
4. dZihan & Kamien - "Homebase"
5. Mandalay - "Beautiful" (7" Canny Mix)
6. Humate - "3.2 Bedrock" (Ambient Mix)
7. Endorphin - "Satie 1"
8. Nitin Sawhney - "Homelands"
9. Rae & Christian - "A Distant Invitation"
10. Bugge Wesseltoft - "Existence" (Edit)
11. Paco Fernandez & Levitation feat. Cathy Battistessa - "Oh Home"
12. Marc Collin - "Les Kid Nappeurs Main Theme"
13. José Padilla - "Adios Ayer"
14. Moonrock - "I'll Street Blues"
15. Dusty Springfield - "The Look of Love"

### Volume 7 (sette)
2000
1. Lux - "Northern Lights"
2. Afterlife - "Breather 2000" (Arithunda Mix)
3. Moby - "Whispering Wind"
4. Deep & Wide - "Easy Rider"
5. Bush - "Letting the Cables Sleep" (The Nightmares on Wax Remix)
6. UKO - "Sunbeams"
7. Aromabar - "Winter Pageant"
8. Bedrock - "Beautiful Strange"
9. A New Funky Generation feat. Joy Rose - "One More Try"
10. Bent - "Swollen"
11. Underwolves - "68 Moves"
12. Øystein Sevåg & Lakki Patey - "Cahuita"
13. Slow. Pulse feat. Cathy Battistessa - "Riva"

### Volume 8 (otto)
2001
1. Goldfrapp - "Utopia" (New Ears Mix)
2. Thomas Newman - "Any Other Name" (Original)
3. Afterlife - "Sunrise" (DJ Thunda & The K-20 Allstars Remix)
4. Dido - "Worthless"
5. Mari Boine - "Gula Gula" (Chilluminati Mix)
6. Mark De Clive-Lowe - "Day By Day" (DJ Spinna Remix Edit)
7. Ratt - "Dance" (Dancing Undercover Remix Edit)
8. Ben Onono - "Tatouage Bleu (Avec Chet)"
9. Illumination - "Cookie Raver"
10. Digby Jones - "Pina Colada" (Jazz Mix)
11. Scripture - "Apache"
12. Lamb - "Gabriel"

### Volume 9 (nove)
2002
1. Jo Manji - "Beyond the Sunset"
2. Lovers Lane - "Island Memories" (Original Mix)
3. Blank & Jones - "Desire" (Ambient Mix)
4. Kalliope - "Lunar Landings"
5. So Fine - "A Day in the Sun"
6. Loudness - "Crazy Night" (Thunder in the East)
7. Rue Du Soleil - "Troya"
8. Soft Wave - "Plenitude Part 2"
9. CDM - "Many Rivers to Cross"
10. Black Sabbath - "Neon Knights"
11. Trio Mafua - "Quente"
12. Lazybatusu - "8.00 AM"
13. Swen G* feat. Inusa - "Morning Light" (Coffee Shop Remix)
14. Digitano & CDM - "Rajamanta"

### Volume 10 (dieci)
2003
1. Substructure - "Firewire"
2. Remote - "Postcard"
3. Future Loop Foundation feat. Michael Conn - "My Movie Is Like Life"
4. Lovers Lane - "Face of Beauty" (Original Mix Radio Edit)
5. DAB - "The Blues"
6. Rue du Soleil - "In My Heart"
7. Kinema - "Katia"
8. Rhian Sheehan - "Garden Children"
9. Terra Del Sol - "Sea Goddess"
10. Ohm-G & Bruno - "On Your Skin"
11. Nacho Sotomayor - "Remember You"
12. Vargo - "The Moment" (Original Mix)
13. Ypey - "Without You"
14. Blank & Jones feat. Anne Clark - "The Hardest Heart" (Ambient Mix)

### Volume 11 (undici)
2004
1. Rhian Sheenan - "Te Karanga"
2. M-Seven - "Invisible"
3. Ludwig & Stelar - "Signal" (Ambient Mix)
4. Jens Gad - "Art Nouveau"
5. Ohm-G & Bruno - "In'Side"
6. Adani & Wolf feat. Praful - "Where Would I Be" (Memoria Vermelha Mix)
7. Sonic Adventure Project - "Waters in Motion"
8. Miro - "Holding On"
9. Rue De Soleil - "Estonia"
10. JP Juice - "Cette Planete"
11. Digby Jones - "Under the Sea"
12. Tactful - "No Fear"
13. Henrik T - "Sueño de la Montaña"
14. DAB - "Dream On"

### Volume 12 (dodici)
2005
| - CD 1 1. Bunbury - "Sácame de Aquí" (DAB Remix) 2. Slaven Kolak - "All Shades of Blue" 3. Elcho - "Lazy Summer Days" 4. Alessandro Boschi - "Empuriabrava" 5. New Beginning - "Another Day" 6. Melibea - "Antología Café del Mar" 7. Arnica Montana - "Sea, Sand and Sun" 8. Alejandro De Pinedo - "Aquarius" 9. Rafa Gas & F3R Delgado feat. Raúl Mendoza - "Quiéreme Otra Vez" 10. André Andreo - "South Beach Soul" 11. Chris Le Blanc feat. Liz June - "Enjoy Your Life" 12. Jo Manji - "Lazy Loungin" 13. Steen Thøttrup feat. Annette Berg - "Save a Little Prayer" 14. La Caina - "Bailando Va" | - CD 2 1. Blank & Jones feat. Mike Francis - "Someone Like You" 2. Viggo - "Eso Es" 3. Francesca M. - "Montreux Jazz" 4. Luminous - "Make It Happen" 5. Paco Fernández - "Junto Al Mar" 6. La Caina - "Le Vent M'a Dit" 7. Mahara MC Kay - "One Life" 8. Rafa Gas & F3R Delgado feat. Lucia Montoya - "Amanecer En Bolonia" 9. Friction - Looking Down 10. Pep Lladó - "Two Rivers, One World" 11. Yann Kuhlmann - "La Mauritia" 12. Nera & Felix - "Con Amor" 13. Koru - "Otis" 14. Light Of Aidan - "Lament" |

### Volume 13 (tredici)
2006
| - CD 1 1. Steen Thøttrup feat. Annette Berg - "Heading for the Sunrise" 2. One Mind's Eye feat. Elsieanne - "Shiva" 3. Kitty The Bill - "Mister Mista" 4. Gary B - "Set Me Free" 5. Elenah - "Cositas de la Vida" 6. Ritmo Intacto - "Indígena" 7. E-Love - "Cause I Love You No More" (Alster Lounge Chill Out Vocal Mix) 8. Slaven Kolak - "Panonia" 9. Roberto Sol - "So Awesome" 10. DAB - "Pure Joy" 11. Ivan Tucakov - "Cinnabar" 12. Triangle Sun - "Beautiful" 13. Gelka - "Os Pastores Da Noite" 14. Future Loop Foundation - "Monika's Summer" 15. Alejandro De Pinedo - "Capricorn" | - CD 2 1. Nera & Felix - "Del Mar" 2. La Caina - "No Talking" 3. Ibizarre - "Las Brisas" 4. Rue De Soleil - "Angel Eyes" 5. Singas Project - "Voice" 6. Melibea - "Lamento" 7. Yann Kuhlmann feat. Fuego - "Hablo del Amor" 8. Mads Arp feat. Julie Harrington - "The Meaning of Love" 9. Paco Fernández - "Flores de Libertad" 10. Jeff Bennet's Lounge Experience feat. Alexandra - "Sympathy" 11. Luminous feat. Julie Harrington - "Let You In" 12. Pep Llado feat. Antonio "El Ñoño" Martinez - "Vai Vedere" 13. Hey Negrita - "One Mississippi" (Chris Coco Mix) 14. Víctor G. de la Fuente feat. Óscar Portugués - "Tu Despertar" (Original Chill Mix) 15. Viggo feat. Glow - "Rivers Flow" |

### Volume 14 (quattordici)
2007
| - CD 1 1. Light Of Aidan Feat. Note For A Child - 'Loving You' 2. Andrey Denisov - 'Night Highway' 3. Kitty The Bill - 'Cabriolet Tour' 4. Tape Five - 'Longitude' 5. Dab - 'Genesis' 6. Deeper & Pacific Feat. Daniela Ferraz - 'Una Passion Perdida' 7. Mahara Mc Kay - 'Soulsmooth' 8. Alexander Vögele & Jillene Luce - 'Soul Connection' 9. Rue Du Soleil - 'Missing' 10. La Caina - 'Do Tara Alap' 11. Camino Del Sol - 'Dans Les Rues De Barcelone...' 12. Elenah - 'Luz De Hielo' 13. Steen Thottrup - 'El Alba' 14. Almadrava - 'Land Of Eternal Sunset' 15. Michael Hornstein - 'Carma' 16. Elmara - 'Training' | - CD 2 1. Viggo feat. Anuska - 'childhood' 2. Melibea - 'jam'in dawn' 3. Duo mecanico - 'love luxury' 4. Agron - 'love my soul' 5. Schwarz & funk - 'remando al viento' 6. Jazzy pecada - 'slow down' 7. Gary b - 'love rain down' 8. Alejandro de pinedo - 'wonderland' 9. Clélia felix - 'hidden island' 10. Teri richardson -'shadows of my love' 11. Ypey - 'love in spain' 12. Orgatronics - 'viva cuba musica' 13. Nouvelle vedette feat. Fleur sanderson - 'with you' 14. Alessandro Boschi - 'Sentosa' 15. Koru - 'I believe' |

### Volume 15 (quindici)
2008
| - CD 1 1. Reunited - sun is shining 2. Melibea - wake up 3. Ludvig & Stelar - relax 4. Jazzy Pecada - avantguard 5. Nera - life is a wonder 6. Soula & Angela - night wave in ibiza 7. Eleni - world 8. Clelia Felix - similing faces 9. Villablue - one step away 10. Orgatronics - tren lento a juliaca 11. Lento - stop 12. Soulchillaz - allright 13. Paco Fernández - what are we living 14. Gary B. - I will be waiting | - CD 2 1. "Summer Memories" - DAB (Digital Analog Band) 2. Alexander Vogele ft. Jillene Luce - Breakway 3. Gary B. - Eternally yours 4. Gelka ft. Beth Hirsch - Under my star 5. Alexander Boschi - Tarifa: colores en el viento 6. Koru - Closer 7. Ensoul - Perfect days 8. Aitor Escobar - Mi Keny 9. Santa Cruz - On the shore 10. Duo Mecanico - Charade 11. Soul Electrico - Strangers no more 12. Marc Puig ft. Maria Collado - To forget me 13. Yuliez Topaz - Jesus in the sun 14. La Caina - Indian moon | - CD 3 1. Steen Thottrup ft. Katie McGregor - sunset people 2. Stigma - eternity 3. Tape Five - sandbank 4. Rue Du Soleil - higher 5. Kosta Rodriguez ft. Amy - gale in the waterglass (my love) 6. Alejandro De Pinedo - sax 4 sex 7. Kotik - I see 8. Schwartz & Funk - junto almar 9. Almadrava - fly away 10. Zaharamusic - aire 11. The Birdstones - closer 12. J.R. Haim - sueno de una gaviota 13. Fernando Maranon - trocadero 14. Atlan Chill - interface 15. Elmara - skyline |

### Volume 16 (sedici)
2009
| - CD 1 1. Cecile Bredie - the autumn leaves / les feuilles mortes 2. Noise Boyz ft. Io Vita - declaration of love 3. Roberto Sol & Florito ft. Martine - won't give up 4. Ivan Tucakov & Tambura Rasa - gypsy love mix 5. Andreas Agiannitopoulos - cause i'm not sorry 6. Clélia Felix - dancing with the sun 7. Ingo Herrmann - rain of love 8. Bas - aethalia 9. Aware - en busca del sol 10. Yuliet Topaz - a miracle 11. Sol Electrico - come with me 12. Romu Agulló - sueños 13. Thomas Lemmer - fatigu 14. Mark Watson - long flight home 15. Future Proof - sea bird 16. Elmara - sky in your eyes | - CD 2 1. Gary B - stronger love 2. Koru - hear me 3. DaB - you and me 4. Valentin Huedo & Atfunk -until the sun goes down 5. Lenny Ibizarre - el viejo pescador 6. Alexander Vögele ft. Jillene Luce - inner music 7. Alejandro de Pinedo - hotel utopia 8. Ludvig & Stelar - how does it feel? 9. Villablue ft. slide - on my mind 10. Schwarz & Funk - savannah sunset 11. Steen Thottrup - if you were here tonight 12. Soulchillaz - promised land 13. Rue du Soleil - Atlantis 14. Jesus Mondejar - acoustic feeling 15. Paul Hardcastle - don't you know 16. Toni Simonen - terrace |

### Volume 17 (diciassette)
2011
| - CD 1 1. Glide & Swerve - Y Mor 2. Deep Josh & Jose Rodriguez feat. Lisa Rose - The Clouds 3. Stefano Carpi - After the Sea 4. Clelia Felix - Shine So Bright 5. Glenn Main - Message to Spain 6. Luis Hermandez - Smile 7. Joy Askew - Starlight 8. Paco Fernandez - Mani in Da House 9. Bob Zopp - Mi Novia 10. Stephanie Mathieu - Take Time 11. Music On Canvas feat. Tabitha - Upside Down 12. Michael Hornstein - Boom Boom 13. J. R. Haim - Lejos 14. Atlan Chill - September | - CD 2 1. Luminous - Forever 2. J. R. Haim - Puesta del Sol 3. Sabrina Carnevale - Noboy Can Say 4. Luis Hermandez - A Tu Lado (Instrumental Mix) 5. Glide & Swerve - Aasha 6. Alejandro De Pinedo - Raindrops 7. Mahara Mckay & Minus 8 - Beautiful Day 8. Ingo Herrmann - Inner Truth 9. Coastline - Adriatic Sea (Milews Remix) 10. Gitano & Deep Josh feat. Koo - Residence Lounge 11. Crystin - Something Beautiful (Red Roses Remix by Lemongrass) 12. Solaris Navis - Blissful Memories 13. Elimar - Prosody 14. Elmara - Transit |

### Volume 18 (diciotto)
2012
| - CD 1 1. D*Note - Love Is Wise 2. Blank & Jones with Jason Caesar - Hideaway 3. Chris Coco - Cape Clear 4. Bent - The Park 5. Ultra Naté - The Rush 6. Lux - Sunset Disco 7. Talvin Singh & Niladri Kumar - The Bliss 8. Chicane - Goldfish 9. Unkle - Trouble in Paradise (Variation of a Theme) 10. Moby - Lie Down in Darkness (Ben Hoo's Dorian Vibe) 11. Ben Onono - Big Blue Moon 12. Lamb - Dischord | - CD 2 1. Afterlife - Espalmador 2. Gelka - Have You Kept Your Ticket? 3. Ganga - Gymnastics 4. Faithless - Love Is My Condition (feat. Mia Maestro) 5. Aromabar - Simple Life 6. Kid Stone ft. Lovely Laura - Rio 7. Silent Way - The Cloud 8. James Bright - No Better Feeling 9. No Logo - Vibrafone 10. Hannah Ild - Right Beside You (Afterlife Mix) 11. Hybrid - Blind Side 12. Underworld - To Heal |

### Volume 19 (diciannove)
2013
| - CD 1 1. Blank & Jones - Miracle Man (feat. Cathy Battistessa) [Beached] 2. Steely M - Summer Breeze 3. Gelka - Being You (feat. Phoenix Pearle) 4. Afterlife - Suddenly 5. Moya - Lost and Found (No Logo Remix) 6. The Ramona Flowers - So Many Colours 7. Ashley Height - Painkillers 8. Ben Onono - Small World 9. Bonobo - First Fires (feat. Grey Reverend) 10. Kate Bush - Running Up That Hill (A Deal With God 2012 Remix) 11. The xx - Sunset 12. Steve Miller & Rachel Lloyd - Salt Water Waves (feat. Rachel Lloyd) 13. Moby & Mark Lanegan - The Lonely Night (feat. Mark Lanegan) [Moby January 14th Remix] | - CD 2 1. D*Note - Sylvia 2. Space Designers - Nothing Really Matters 3. Ziller - Pearl & Dean 4. James Bright - Be 5. Silent Way - Pretty Good 6. Lux - Golden 7. No Logo - Matter of Time 8. Kinobe - Lotus Eater 9. Aromabar - Renegade 10. Hazy J - Our Way 11. Chris Coco & Sacha Puttnam - Human 12. Jacob Gurevitsch - Lovers In Paris 13. Bliss - End Titles 14. Toni Simonen - Café del Mar, Vol. 19 (Continuous Mix 1) 15. Toni Simonen - Café del Mar, Vol. 19 (Continuous Mix 2) |

### Volume 20 (venti)
2014
| CD 1 1. So Here We Are (Nightmares on Wax) 2. Jo (Goldfrapp) 3. Look at the Sun (Seahawks Feat. Tim Burgess) 4. On the Beach (Nick Et Samantha) 5. Still Here (Rae & Christian Feat. Gita Langley) 6. Painting Silhouettes (Quantic) 7. Solaris (Penguin Café) 8. Unknown Touch (Henrik Schwarz) 9. A Case for Shame (Moby with Cold Specks) 10. Holograms (M83) 11. Hypnose (Sbastien Tellier) 12. Lower Your Eyelids to Die with the Sun (M83) | CD 2 1. Sea of Glass (Tom Middleton – Jon Hopkins Remix) 2. Perfume Suite (Trafik) 3. Memories of Love (Synkro) 4. Hawkmoth (Plaid) 5. Head Centre (Lux) 6. Flying Clouds (Gelka Feat. Phoenix Pearle) 7. North Star (Faithless) 8. Under the Ice (Morcheeba) 9. Doubter (Alex Barck Feat. Jonatan Bckelie) 10. Reach for the Dead (Boards of Canada) 11. Everything That Rises (Moby) 12. Finished Symphony (Soundtrack) (Hybrid) |

### Volume 21 (ventuno)
2015
| CD 1 1. Slip Into Something More Comfortable (Played Live Mix) (Kinobe) 2. If I Could Tell You (Nev Cottee) 3. Freedom Of The Floor (Open Space Remix) (Nautic) 4. Waterfall (Slow 2 Lounge Mix) (Atlantic Ocean) 5. Heavy Weather (Caia) 6. La Taza De Oro (Waldemar Schwartz) 7. Friday Freaks (Pig & Dan) 8. Ancestral Melody (No Logo) 9. Time Spent (Ganga) 10. Siempre (James Bright) 11. Hotel Odemark (Tommy Awards) 12. Over & Over (The Broken Orchestra & Natalie Gardiner) 13. Slow Breathing Circuit (A Winged Victory For The Sullen Remix) (Inventions) | CD 2 1. Gelis (Flako) 2. No. 1. (Lent Et Douloureux) (ISAN) 3. Rooftops (DeeB) 4. Distant Eyes (Synkro (2)) 5. So Distant (Himalia) 6. Stockholmsnatt (Farbror Resande Mac) 7. Compendium (Brand New Start) 8. Raindust (Asura) 9. The Swimmer (Phil France) 10. Der Himmel U-ber Berlin (Solo Piano Version) (Raffaele Attanasio) 11. Stars (Yosi Horikawa) 12. Breakfast (Thomas Prime Featuring James Rose) 13. Million Nights (Gelka Featuring Phoenix Pearle) 14. She (Cmd Edit) (Pensees) 15. La Ritournelle (Cmd Edit) (T_Mo) |

### Volume 22 (ventidue)
2016
| CD 1 1. D.K. - Evening shadows 2. Bloom - Fall 3. Ash Walker - Bongo legs 4. D-Pulse - Velocity of love (Hot Toddy Mix) 5. Double Yellow - Feed you (Ambient Jazz Ensemble Rework) 6. Slowly Rolling Camera - Slowly Rolling Camera 7. All India Radio - Sunburst 8. Kasseo & Cordelia O'Driscoll - In your eyes 9. Yann Dulch?? & Dinia - Faith 10. Kinkajous - Vinam (Chpln Remix) 11. Lyves - Darkest hour 12. Gogo Penguin - Murmuration 13. Hecq - Night falls 14. Luke Howard - The ends | CD 2 1. Wilson Tanner - Sun room 2. Terrane & Thomas Prime - Carve our fate 3. Doc Daneeka & Abigail Wyles - Tobyjug 4. Furns - Fortress 5. Cathy Battistessa - Two eye's 6. Hazy J - Silver 7. James Bright - Low 8. Stratus - Oxwich 9. Helios - Every passing hour 10. Neeco Delaf - Anthropology 11. FM-84 & Clive Farrington - Goodbye 12. Pensees - Intro 13. Owsey - To the child drifting out at sea 14. Gidge - Norrland |

### Compilation celebrative e serie parallele
La discografia principale è arricchita da diverse serie di compilation parallele
- Café del Mar Classic - Vol. 1 a 3
- Café del Mar The Best 2002
- Café del Mar Essential Feelings - La Corporacion
- Café del Mar Vue Mer
- London Café Del Mar

## Café del Mar – Dreams
- Volume 2–4 compiled by Bruno Lepretre

### Volume 1
Compiled by Ramón Guiral
1. A Man Called Adam – Estelle
2. D'Note – D'Votion
3. The Sabres of Paradise – Haunted Dancehall
4. Miro – Emotions of Paradise –
5. Nightmares on Wax – Nights Interlude (original version)
6. The Sabres of Paradise – Smokebelch II (Beatless Mix)
7. Afterlife – Blue Bar
8. Underworld – Second Hand
9. A Man Called Adam with Eddie Parker – Easter Song
10. Penguin Cafe Orchestra – Music for a Found Harmonium
11. Nacho Sotomayor – Café del Mar

### Volume 2
1. Sonic Adventure Project – Forty–Two
2. Vargo – Get Back to Serenity (Beach Mix)
3. Deep & Wide – Castillos de Arena
4. Trumpet Man & Cottonbelly – Don't Move
5. Ohm G – Chilli Conkani
6. Rue Du Soleil – Dreaming Of
7. Plastyc Buddha – Voyeur de Luxe
8. Racoon feat. Christine Lucas – Beautiful Smile
9. David Hertz – Believe
10. Jaffa – Do it Again
11. Cool Water feat. Time Passing – The Last Night
12. Orange & Tusnelda – Stay Asleep
13. Ypey – Mellow

### Volume 3
1. Zino & Tommy – Ain't Feel Nothing
2. Gelka – Please Keep Your Ticket Till the End of Your Trip
3. DAB – Have a Smoke
4. Luminous – Hold On
5. Deise Mikhail – Picasso Suite / Theme from the Summer of '42
6. André Andreo – Themes from New Earth
7. Buffalo Sánchez – By Your Side
8. OHM-G & Bruno – Electric Jungle
9. Martin Böttcher – Old Shatterhand Melodie
10. Hibiki Connection – Cha Ha Too
11. José Luis Zafra – Ritmo del Mar
12. Rue du Soleil – Manush
13. Gaia Project – Oasis

NOTE: The track listing is in a different order on later releases with an additional track "Bliss: Sleep Will Come" added at the beginning
1. Bliss – Sleep Will Come
2. OhmG & Bruno – Jungle Light
3. Gaia Project – Oasis
4. Luminius – Hold On
5. Silent Sounds By Deise Mikhail – The Picasso Suite-Theme From Summer Of 42
6. Zino & Tommy – Ain't Feel Nothing
7. Gelka – Please Keep Your Ticket Till The End
8. Martin Boettcher – Old Shatterhand (orbient mix)
9. Rue Du Soleil – Manush
10. Buffalo Sanchez – By Your Side
11. Hibiki Connection – Cha-Ka-Too (sunset mix)
12. Andre Andreo – Themes From New Earth
13. DAB – Have A Smoke
14. Josè Luis Zafra – Ritmo Del Mar

### Volume 4
| - CD 1 1. Gary B – It's Alright 2. DJ Ino Marcelino Galan – Linda 3. Luminous – Feel Safe 4. Mads Arp feat. Julie Harrington – Alive 5. Gelka – Rising 6. Psychodelic Farm – El Sonho 7. Sonic Adventure Project – Inner Journey (Remix) 8. Ludwig & Stelar – Sunset 9. Alejandro de Pinedo – Cancer 10. Melibea – Fusion 11. Florian Sagner's Groove Department – Deep Breath 12. Nouvelle Vedette feat. Fleur Sanderson – Dreaming 13. Koru – Submariner 14. Camino del Sol – L'Etoile d'Or (Estrela de Ouro) | - CD 2 1. Teri Richardson – Eyes Wide Open 2. Aisen – Another Day 3. Blank & Jones – Twilight 4. Aaron Taylor – Let You Go 5. Groove Lovers – Mediterranean Star 6. Alessandro Boschi – Cuevas del Drach 7. DAB – The Call 8. Alexander Vogele – Ibizarre 9. Rue du Soleil – In My Heart 10. Cardinal Zen – Far from Home 11. Vargo – Precious (Part One) 12. Ohm–G & M. Bussian – By Change 13. Aware – Esperando la Lluvia 14. La Caina – Bailando Va |

## Café del Mar – The Best of
Compiled By José Padilla
2003
| - CD 1 1. Paco de Lucia – Entre dos Aguas 2. Karen Ramírez – Troubled Girl (Spanish Version) 3. Ben Onono – Tatouage Bleu (Avec Chet) 4. Mari Boine – Gula gula (Chilluminati Mix) 5. Lux – Northern Lights 6. José Padilla – Adios Ayer 7. Lamb – Angelica 8. The Sabres of Paradise – Smokebelch II (Beatles mix) 9. Phil Mison – Lula 10. Coldplay – God Put a Smile Upon Your Face (Def Inc. remix) 11. Moonrock – Ill Street Blues 12. The Ballistic Brothers – Uschi's Groove 13. A New Funky Generation – The Messenger | - CD 2 1. The Penguin Café Orchestra – Music for a Found Harmonium 2. Les Negresses Vertes – Face A La Mer (massive attack remix) 3. Zuell – Olas de sal 4. A. R. Rahman – Mumbai theme tune 5. A Man Called Adam – Easter song 6. John Martyn – Sunshine's Better (Talvin Singh remix) 7. José Padilla – Come Back 8. U2 – In a Little While (N.O.W. remix) 9. Moby – Whispering Wind 10. UKO – Sunbeams 11. Lamb – Trans Fatty Acid (Kruder & Dorfmeister Remix Edit) 12. Bush – Letting The Cables Sleep (N.O.W. Remix) 13. Nookie – Paradise 14. Electribe 101 – Talking With Myself |

## Café del Mar – Aria (2004)
- Café del Mar Aria – Vol. 1 a 3 and Best of

### Volume 1
1. Willow
2. Un Bel Di
3. Secret Tear
4. Dido
5. Pace Pace
6. Pamina Blue
7. Habanera
8. Home

### Volume 2
1. Arianna
2. Ebben
3. Addio
4. Horizon
5. Barcarolle
6. Cantilena
7. Sviraj (Lullabye)
8. Interlude
9. Pavane
10. Ave Maria
11. Leiermann
12. Lullabye (Sviraj)

### Volume 3
1. Ombra mai fu – Based on the aria from Handel's Serse
2. Furioso – Based on Handel's "Sarabande", words from Psalm 7
3. Sogno – Based on the aria from Puccini's La rondine
4. Metamorphosis 2: Danae
5. Ballo – Based on an aria from Verdi's Ballo in maschera
6. Interlude: Lorchestre Engloutie
7. Amami – Based on the aria from Verdi's La traviata
8. Lascia – Based on the aria from Handel's Rinaldo
9. Farewell – Based on the aria from Puccini's Madama Butterfly
10. Metamorphosis 3: Cyane
11. Ascension – Based on the duet from Monteverdi's L'incoronazione di Poppea
12. Metamorphosis 1: Arachne
13. Furioso: Instrumental Mix
14. Ombra: Chilled Mix

### Best Of 1999
1. Secret Tear
2. Lascia
3. Habanera
4. Willow
5. Horizon
6. Furioso
7. Ascension
8. Pavane
9. Arianna
10. Pamina Blue
11. Ave Marie
12. Metamorphosis 2: Danae

## Café del Mar – Anniversario

### 20th Anniversario (2000)
- CD1

1. Nimbus – Subconscious Mind
2. Deep & Wide – Seven Seas
3. Envers Du Plan – I Want Your Love
4. Trüby Trio – Prima Vera
5. Fluff – Mums
6. Afterlife – Falling
7. The Horns of Plenty – Altogether Blue
8. Almagamation of Soundz – Enchant Me
9. Single Cell Orchestra – Transmit Liberation
10. Ypey – Behind the Screen
11. Moodorama – Jazz Tip
12. La Rocca – Island of God
13. Solaris Heights – Elementis

- CD2

1. Mental Generation – Café del Mar
2. Jean Michel Jarre – Oxygene – Part 4
3. Dave A. Stewart feat. Candy Dulfer – Lily Was Here
4. Jon and Vangelis – So Long Ago, So Clear
5. Foundland – Cloud Pattern
6. Brightlight – Feeling Weird
7. Tony Stevens – Good Night the Sun
8. Andreas Vollenweider – Behind the Gardens – Behind the Wall – Under the Tree
9. Café del Mar – Irish Women
10. Christian Alvad – Rite
11. Garland Dr. feat. Svendasmuss – Offering of Love

### 25th Anniversario (2005)
- CD1

1. Lovers Lane – Private Session (25th Mix)
2. Vargo – Talking One Language (Anniversary Mix)
3. Ludvig & Stelar – Reflection
4. Lumininius – I Believe in You
5. Jo Manji – Innocence
6. Henrik T. – Espiral
7. Zuell – Albariza
8. André Andreo – Sensual Bay
9. Digitano feat. Pepe Haro – El Kiosco
10. A Man Called Adam vs. Chris Coco – Knots
11. Gary B – Lead Me Home
12. Rue du Soleil – La Française
13. Gelka – Hidding Place
14. Digital Analog Band – The Call
15. Ypey – Life Time
16. Olaf Gutbrod – Moment of Passion

- CD2

1. Alessandro Boschi – Ojo de Vega
2. Tom Oliver – Free Your Mind
3. Azioni Musicali – Volviendo al Sur
4. Mic Max – Como el Viento
5. Omaya – Novo
6. Melibea – Boheme
7. Camiel – Take Me to This Place
8. Cold Valley – Another Day
9. Roberto Sol & Nera – Sensuality
10. Lemongrass – Bee
11. Glenn Maltman – Chillin'
12. DJ3 – Vertigo
13. Shiloh – The Gift
14. Alejandro de Pinedo – Sex on the Beach
15. H. Garden feat. Joi – Gentle Rain

- CD3

1. Leslie Round – Calling Back
2. Koru – The Meeting
3. Steen Thøttrup feat. Anne K – I Hope Yesterday Never Comes
4. Zednah – Voluptuous Sunrise
5. Marc Puig – To Start Anew
6. New Beginning – Nuevo Comienzo
7. Chrome vs. Reyne – Newex
8. The Light of Aidan feat. Zia Williams – Snowbird
9. Prodoxo – Bailanduna
10. Elcho – Stop the World (Aquatint Mix)
11. Arnica Montana – Memories of the Seas (Café del Mar Mix)
12. Joke Society – Morphing Morning
13. Deeper & Pacific feat. Geanine Marque – Breeze
14. Oleomusic – Lienzo

### 30 years of Music (2010)
- CD1

1. Clélia Félix – Magical Moments
2. Gary B – Without You
3. Deep Josh & José Rodriguez Feat. Josephine Sweet – Strangers in the Night
4. Luminous – Good to Be Out of the Rain
5. Toni Simonen – Parasailing
6. Cécile Bredie – Circles
7. Javier Esteve – Rainbow Over Black & White
8. Paco Fernández – Pez Volador
9. Digital Analog Band – Waiting 4 You
10. Ive Mendes – What We Have Now
11. Bright Sun Spirit – White Sand
12. La Caina – A Child Is Born
13. Elmara – Central Station Ny
14. Motif – Give It Away
15. Elimar & Beach Messiah – Better World
16. Coastline – Mediterranean

- CD2

1. Lunatic Soul – Time to Remember
2. Gary B – Esta Noche
3. AGP band – Bailando con la luna
4. Paco Fernández – Almendros Chill
5. Digital Analog Band – I Promise
6. Javier Esteve – Hungry Heart
7. Sol Eléctrico – Nothing
8. Elmara – Slow Train
9. Ypey – Somewhere Else
10. Nerio Poggi – Season of Love
11. Solaris Navis – When the Sun Goes Down
12. Wasaby Ink – All My Love
13. Atlan Chill – Volar
14. Steve Xavier – One World
15. Toni Simonen – Endless Sea

### 35th Anniversario (2015)
- CD 1

1. Cagedbaby – Marmalade
2. Kid Loco – A Grand Love Theme
3. Quantic – The 5th Exotic
4. Caia – Le Telecabine
5. Tom Middleton – Astral Projection
6. Nightmares On Wax – Les Nuits
7. A Man Called Adam – All My Favourite People (Stay With Me)
8. Skanna – This Way
9. Beanfield – Charles
10. Fortunato & Montresor – Imagine (Imagination 2)
11. Jakatta – Strung Out
12. Jon Hopkins – Candles
13. M83 – In The Cold I’m Standing

- CD 2

1. The Amalgamation Of Soundz – Textures
2. Raze – Break 4 Love (Skunk Dub)
3. Kama Sutra – Sugar Steps
4. Stonebridge Feat. Therese – Put ‘em High (Claes Rosen Lounge Mix)
5. Sydenham & Ferrer – Sandcastles (Afterlife Remix)
6. G Club Pres. Banda Sonora – Guitarra G (Afterlife Remix)
7. Chymera – Umbrella (Beatless Mix)
8. Mike Monday – When The Rain Falls
9. Bent – I Love My Man
10. Coco & The Lovebomb – Sunset
11. Chicane – Already There
12. Bliss – When History Was Made
13. Penguin Cafe Orchestra – Coriolis

- CD 3

1. Amorphous Androgynous – Mountain Goat
2. Young American Primitive – Sunrise
3. Art Of Noise – Moments In Love (Beaten)
4. Autechre – Nine
5. Aphex Twin – Untitled 3
6. John Beltran – Gutaris Breeze
7. Moby – My Beautiful Blue Sky
8. Turah – Reishi
9. Ian O’Brien – Vagalume
10. Detroit Escalator Co. – The Inverted Man Falling
11. Wim Mertens – Struggle for pleasure
12. Constance Demby – Waltz Of Joy
13. Steven Halpern – The Light In Your Eyes
14. John Williams – Cavatina

## Café del Mar – Chillhouse Mix
- Café del Mar Chillhouse Mix – Vol. 1 a 5

Compiled by Bruno Lepretre

### Volume 1 (2000)
| - CD 1 1. Deep & Wide – private matter 2. Solaris Heights – Fusique 3. Frederik Stark & Citydreams – Loungin 4. Johnny Fiasco – Fallin 5. Arsenal – Release (Attaboy vocal mix) 6. Weekender – Hugo a Gogo 7. Trumpet Man – So Good 8. Lhk Productions – Changes 9. East West Connection – The More I Get, The More I Want (Teddy's House Groove) 10. Freil – Mississippi Rollcall | - CD 2 1. Sun Trust – How Intensitive 2. Bone City – Feeling Kinda Blue 3. Kerry Chandler – I Know 4. François K. feat. The Alchemist – On the Way 5. Deep & Wide – No Other Lover (Café del Mar Mix) 6. Kamasutra feat. Carrina Joseph – Burnin' (Baron's Vibes Mix) 7. Irving Project – Pick Me Up (Shroom Tea Mix) 8. Mateo & Matos – In the Mood 9. Terra Deva – Inside (Naked Lovers Dub) 10. Julius Papp & Dave Warrin – Come Morning (Jazz Excursion Mix) |

### Volume 2 (2001)
| - CD 1 1. C&M Productions feat. Marcel – True House (Jask's Deep House–Apella) 2. Deep & Wide – Esa Magia 3. Solar House – Got 2 B U 4. Mark Grant – Jazzy Kinda Sum´N 5. Roy Davis, Jr. – Michael (Love from San Francisco vocal mix) 6. Mimosa – Wind Chime 7. Little Green Men – Time Changes 8. Projekt: PM – When the Voices Come 9. Jamie Anderson – Oceanic 10. Petalpusher – Surrender 11. Stp feat. Kevin Yost – An American in Paris 12. Rubba J – Meeting Point | - CD 2 1. Mettle Music – Tranquility 2. Acuarian Dream – Love and Tears (Soul Creatures – reworked live mix) 3. Next Evidence – Blowin' Drums 4. Julius Papp – Control 5. Bebel Gilberto – Sem Contenção 6. Teddy G. – Brazilia City Mix 7. Joshua – Watch the Bass 8. To-Ka Project – Two Stones Ahead 9. Fish Go Deep – Flying Funk 10. Natural Calamity – And That's Saying a Lot (Groove Armada 2nd take) 11. Restless Soul feat. Nathan Haines – After Ours (Dennis F's Purgatory mix) |

### Volume 3 (2002)
| - CD 1 1. Mettle Music – Moodswing 2. Duran & García – Dream Love 3. Primary Colors feat. Nicole – Say That U Love Me (F-Thing vocal mix) 4. Dave Barker – Meanwhile... 5. Solar House – Freedom 6. Patrick Green – Feel the Vibes (Path Session mix) 7. 75 Moods feat. Dexter Porter – My Love (Kiko Navarro's So Deep mix) 8. Mark Gorbulew – Manhattan Groove (Ernest Bonzet Start Stop remix) 9. Serjaye – Mahal Kita (I Love You) [Sounds of Soul's Funkessential remix] 10. East West Connection – East West (club mix) 11. Frankie Valentine – Moog Rock | - CD 2 1. The Amalgamation of Soundz – Maze [original mix] 2. Jay – J & Andrew Macari – Little Bit of Jazz 3. Khaimar – Music for the People (Vincent Kwok's mood funk remix) 4. Alexkid – Night Lines 5. Richard Les Crees – Until the Day 6. The Timewriter – So Free 7. Echomen – Thru 2 You (C.J. one vocal mix) 8. Trumpetman – Siempre 9. T-Kolai – The Most High (centric mix) 10. Lo-Motion – Give Me Your Soul 11. Minus 8 – Thaia |

### Volume 4 (2005)
| - CD 1 1. The Defloristics – Back in the Days 2. John Dahlbäck – Magic Touch 3. Steven García – Rise & Fall 4. Brs – Spring Dom 5. Filur – Release 6. Numaro – Losing Control 7. Aya – Sean (Eric's 2 WFU Dub) 8. Wei-Chi – Faces and Places 9. Downtown Brooklyn, Inc. – 10 Jay Street (610 dub) 10. Inverse Cinematics – It's Music (Nightshift Meets Nujazsoul mix) 11. Lockhart – Looking Across the River (Physics Electro Light District mix) | - CD 2 1. Martínez – Antares Pt. 1 2. Eminence Feat. Syreeta Neal – Slave To The Poison (island groove remix) 3. Ross Couch – Feel It (Diesel, Desmet & Mai's Gimme Some remix) 4. Yoyo – Take It 5. J. T. Donaldson – Trust Me (Broadway & Wilson mix) 6. Gutbrod + Bruno feat. From Ibiza – Electric Blues 7. Soul Khula feat. Miss Identity – "Fire" (Native New Yorkers Sweet and deep dub) 8. Onda – Waiting For Your Love (François K. dub) 9. Colette – Didn't Mean to Turn You On" (Chuck Love remix) 10. Milesart Orchestra "Time For Peace" (Joan Ribas Musical mix) 11. Jerome Sydenham feat. Mikael Nordgren – Stockholm Go Bang! (club mix) |

### Volume 5 (2007)
| - CD 1 1. Deep Collective – Lies 2. Steven García – Mesmeriz 3. DJ Ino – Maruxa Wanna Dance 4. Robin Masters Orchestra – Searching My Soul 5. Trouble feat. Ian Whitelaw & Meitz – Phonique 6. Dr. Deep House – Beautiful Morning 7. Dennis Ferrer feat. Malena Pérez – I Can't Go Under 8. François Dubois – I Try (Original Mix) 9. Two Armadillos – Tunnel of Light 10. Fat Freddy’s Drop – Hope (3 Generations Walking Remix) | - CD 2 1. Sunshine Jones – Anywhere You Are 2. Hugo Giner – Dark Children 3. Valentín Huedo & C. Banx – German Boys 4. Franck Roger – Rebirth 5. Chubby Dubz – See it Thur (Machomovers remix) 6. Da Funk – Dig Dis (Cloudsteppers Remix) 7. Jean feat. Cochois – Electronique Love (remix) 8. Sendos Fuera – Running 9. Audio Soul Project – Community (Fish Go deep vocal mix) 10. Solar Sides – Booty Call |